# McPherson County (South Dakota)
McPherson County ist ein County im Bundesstaat South Dakota der Vereinigten Staaten. Es wurde nach James B. McPherson, einem General im Sezessionskrieg, benannt. Das U.S. Census Bureau hat bei der Volkszählung 2020 eine Einwohnerzahl von 2411 ermittelt. Der Sitz der Countyverwaltung (County Seat) ist in Leola.

## Geographie
Das County hat eine Fläche von 2983 Quadratkilometern; davon sind 39 Quadratkilometer (1,29 Prozent) Wasserflächen. Er ist in fünf Townships eingeteilt: Carl, Hoffman, Wachter, Wacker und Weber; sowie zwei unorganisierte Territorien: West McPherson und Central McPherson.

## Geschichte
Das County wurde am 8. Januar 1873 gegründet und die Verwaltungsorganisation am 6. März 1884 abgeschlossen. Es wurde nach James Birdseye McPherson benannt, einem General in der Unionsarmee.
Vier Bauwerke und Stätten des Countys sind im National Register of Historic Places (NRHP) eingetragen (Stand 6. August 2018).

## Bevölkerung
Bei der Volkszählung 2010 gaben 74,5 % der Einwohner an, deutscher Abstammung zu sein.

### Bevölkerungsentwicklung
Im Gegensatz zu anderen Gegenden des Bundesstaates, die in den letzten Jahrzehnten einen Bevölkerungszuwachs aufweisen konnten, fällt die Einwohnerzahl im McPherson County bereits seit den 1930er Jahren stetig.

## Politik
Das McPherson County ist traditionell republikanisch geprägt. Außer in den Jahren 1912, 1924, 1928 und 1932 haben seit den Präsidentschaftswahlen im Jahre 1900 immer die Republikaner gewonnen. Ein erneuter Abwärtstrend für die Demokraten war unter Obamas Regierungszeit zu beobachten. Während Barack Obama 2008 noch 32,1 % der Stimmen erzielen konnte, sind die Ergebnisse der Demokraten seither regelrecht eingebrochen. Bei den Präsidentschaftswahlen 2020 erzielte Joe Biden nur 16,8 % gegenüber Donald Trumps 81,2 %. Dies hat mit der in den gesamten USA zu beobachtenden, zunehmenden Stadt-Land-Polarisierung zu tun, wonach die Demokraten in städtischen und die Republikaner in ländlichen Gebieten ihre Hochburgen haben. Diesem Trend folgt auch das dünn besiedelte McPherson County.

## Städte und Gemeinden
Städte (cities)
- Eureka
- Leola

Gemeinden (towns)
- Hillsview
- Long Lake
- Wetonka